# 町田義雄
町田 義雄（まつだ よしお、1905年3月18日 - 没年不詳）は、日本のゴルフ場設計者。造園技術者。

## 経歴
1905年（明治38年）大阪府に生まれる。東京農業大学林学科に入学し造園研究を行う。1924年（大正14年）にゴルフ場設計者であるチャールズ・ヒュー・アリソンに師事する機会に恵まれ、東京ゴルフ倶楽部のコース造成現場の担当者となる。1929年（昭和4年）東京ゴルフ倶楽部の責任者。1934年（昭和9年）宮内省に入庁。内匠寮に所属し、当時、吹上御所に存在したゴルフコースの管理を担ったと見られている。
第二次世界大戦後は再び民間に転じ、1949年（昭和24年）宝塚ゴルフ倶楽部コース造成担当に就任。1951年（昭和31年）加古川ゴルフ倶楽部取締支配人。以後、国内の多くのゴルフ場の設計に携わった。

## 設計に関与したゴルフ場
- 池田カンツリー倶楽部
- 山の原ゴルフクラブ[2]